# Chicago Tribune
Chicago Tribune este un ziar american fondat în anul 1847, care face parte din compania media Tribune Company.
Începând din anul 1932, Chicago Tribune a câștigat 25 de premii Pulitzer.
În mai 2008, ziarul avea un tiraj de 541.663 exemplare zilnic, fiind pe locul 8 în topul ziarelor din Statele Unite, după Washington Post.